# Jan Pelikán (politik)
Jan Pelikán (4. května 1878 Česká Třebová – 15. listopadu 1950 Praha) byl československý politik a poslanec Národního shromáždění za Československou socialistickou stranu (pozdější národní socialisté).

## Biografie
Narodil se v chudé rodině v České Třebové. V mládí hrál ochotnické divadlo a pracoval jako posunovač na dráze. Utrpěl vážný pracovní úraz, v jehož důsledku musel opustit své zaměstnání. Pracoval potom jako tranzitér. Byl aktivní v železničních odborech. Služebně působil ve Veselí nad Moravou, Uherském Hradišti, Čenovicích u Brna a Blansku. Později žil v Brně, kde byl tajemníkem Zemské jednoty zřízenců drah. Publikoval v denním tisku, zejména v Lidových novinách. Za světové války narukoval k horskému dělostřeleckému pluku do Brixenu. Od podzimu 1914 byl zároveň aktivní v domácím odboji, organizoval odbojovou činnost mezi železničáři. Když byla v prosinci 1916 byla rozpuštěna Zemská jednota zřízenců drah, Pelikán prováděl likvidaci jejích poboček. Zároveň připravoval vznik nové organizace, která byla ustavena v květnu 1917 jako Podpůrná jednota zřízenců drah.
V červenci 1918 usedl coby náhradník do Národního výboru československého za Českou stranu socialistickou. Po vzniku republiky zasedal v letech 1918-1920 v Revolučním národním shromáždění za Československou socialistickou stranu (pozdější národní socialisté).
V parlamentních volbách v roce 1920 pak získal poslanecké křeslo v Národním shromáždění. V parlamentu se podílel na převzetí moravských a slezských železnic. Na poslanecký mandát rezignoval roku 1924 kvůli neshodám v poslaneckém klubu. Jeho post pak jako náhradník zaujal Josef Knejzlík.
Podle údajů k roku 1920 byl profesí tajemníkem v Brně.